# Монро (Юта)
Монро (англ. Monroe) — місто (англ. city) в США, в окрузі Севір штату Юта. Населення — 2515 осіб (2020).

## Географія
Монро розташоване за координатами 38°37′22″ пн. ш. 112°7′11″ зх. д. / 38.62278° пн. ш. 112.11972° зх. д. (38.622823, -112.119842).  За даними Бюро перепису населення США в 2010 році місто мало площу 9,25 км², уся площа — суходіл.

## Демографія
Згідно з переписом 2010 року, у місті мешкало 2256 осіб у 789 домогосподарствах у складі 616 родин. Густота населення становила 244 особи/км².  Було 882 помешкання (95/км²).
Расовий склад населення:
| - 94,8 % — білих - 0,5 % — корінних американців - 0,3 % — азіатів - 0,1 % — вихідців з тихоокеанських островів - 0,1 % — чорних або афроамериканців - 2,5 % — осіб інших рас |

До двох чи більше рас належало 1,8 %. Частка іспаномовних становила 4,5 % від усіх жителів.
За віковим діапазоном населення розподілялося таким чином: 31,0 % — особи молодші 18 років, 50,5 % — особи у віці 18—64 років, 18,5 % — особи у віці 65 років та старші. Медіана віку мешканця становила 34,7 року. На 100 осіб жіночої статі у місті припадало 97,7 чоловіків;  на 100 жінок у віці від 18 років та старших — 95,6 чоловіків також старших 18 років.
Середній дохід на одне домашнє господарство  становив 55 530 доларів США (медіана — 48 517), а середній дохід на одну сім'ю — 58 519 доларів (медіана — 52 238). За межею бідності перебувало 12,5 % осіб, у тому числі 7,8 % дітей у віці до 18 років та 10,5 % осіб у віці 65 років та старших.
Цивільне працевлаштоване населення становило 1008 осіб. Основні галузі зайнятості: роздрібна торгівля — 22,9 %, освіта, охорона здоров'я та соціальна допомога — 22,1 %, публічна адміністрація — 11,3 %, транспорт — 8,7 %.